# شتيفان هيشت
ستيفان هيشت (بالألمانية: Stefan Hecht)‏ هو كيميائي ألماني، ولد في 6 يناير 1974 في برلين في ألمانيا.